# Montségur
Montségur é uma comuna francesa na região administrativa de Occitânia, no departamento de Ariège. Estende-se por uma área de 37,16 km².

## Curiosidades
- A banda inglesa de Heavy Metal Iron Maiden criou em 2003 uma música chamada Montségur, contando a história da região na Idade Média.[3]